# 디트로이트 테크노
디트로이트 테크노(Detroit techno)는 미국 미시간주 디트로이트가 발상인 테크노 또는 디트로이트 출신의 아티스트에 공통적으로 보이는 특징을 많이 포함한 테크노 음악이다.